# Johannes Sembach
Johannes Sembach   (9 de març de 1881 - Bremerhaven, 20 de juny de 1944) fou un cantant d'òpera alemany. Va iniciar la seva carrera musical en l'opereta alemanya i va assolir fama internacional com a tenor líder en l'òpera alemanya, especialment les obres de Richard Wagner.
Sembach va néixer com "Johannes Semfke" a Berlín fill de l'artesà del vidre Eduard Semfke i la seva dona Friederike Becker. El seu talent musical va portar a treballar primerencament com a organista, director de cor i compositor, publicant diverses composicions mentre encara era un adolescent. Va començar els estudis vocals al Conservatori Stern el 1899 com a baríton, però aviat va marxar per incorporar-se a la llista de l'"Apollo-Theatre", una òpera i un palau d'entreteniment de Vaudeville a Berlín. Bonic, treballador i un excel·lent músic, Sembach va prosperar a l'Apollo del 1901 al 1904, i va aparèixer en diverses operetes del director musical d'Apollo, Paul Lincke, inclòs Frau Luna, Lysistrata, Nakiris Hochzeit i Im Reiche des Indra.
El 1904 va fer una audició per a Gustav Mahler, llavors director de l'òpera de Viena, i se li va oferir un contracte. Deixant enrere el nom de "Semfke" i els papers de baríton, Sembach es va unir a l'Òpera de Viena com a tenor i va debutar com Moser a Die Meistersinger von Nürnberg de Wagner el 13 de novembre de 1904. Durant tres temporades, va cantar papers principalment menors a Viena, juntament amb alguns papers destacats. El 1907 es va incorporar a l'Òpera de Dresden, debutant com a Don José a Carmen el 18 d'agost. A Dresden, Sembach va participar en moltes actuacions importants, incloent l'estrena de Dresden de Madama Butterfly de Puccini amb la soprano Minnie Nast com Cio-Cio San i com Aegisth l'estrena mundial d'Elektra de R. Strauss el 25 de gener de 1909.
Sembach va obtenir un permís del seu lloc de Dresden el 1911 per estudiar amb el llegendari tenor Jean de Reszke a París, quedant amb el tenor durant un any i mig. Va tornar a actuar com a intèrpret el 1913, cantant a Londres, Berlín, Múnic i París. Es va unir a la llista de la Metropolitan Opera el 1914 on va debutar en el paper principal de la de Wagner Parsifal el 26 de novembre i es va fer conegut pel lirisme i la bellesa que va portar a Heldentenor papers en el repertori wagnerià. El 1916 va interpretar el paper principal a Siegfried de Wagner, en diverses actuacions a l'aire lliure, com a part d'una gira de l'estadi pel nord-est i pel centre-oest. Juntament amb la seva realització en obres de Wagner, Sembach va cantar com Pylades a l'estrena Met d'Iphigénie en Tauride (Gluck) (interpretada en alemany com Iphigenie auf Tauris) el 25 de novembre de 1916 i el paper de Chaucer en l'estrena mundial de Els contes de Canterbury de Reginald De Koven. Va cantar a les estrenes nord-americanes de dues obres del seu anterior mentor Gustav Mahler: Das Lied von der Erde (La cançó de la Terra) amb l'Orquestra de Filadèlfia el 15 de desembre de 1916 i Lieder eines fahrenden Gesellen (Cançons del company errant) un mes després a Nova York.
A causa del creixent sentiment anti-alemany i l'entrada formal dels Estats Units a la Primera Guerra Mundial, el contracte de Sembach amb el Met, juntament amb els de diversos altres membres alemanys de la companyia, es va cancel·lar bruscament el 2 de novembre de 1917. El tenor va romandre durant la guerra als Estats Units, treballant ocasionalment amb col·legues alemanys en un conjunt anomenat Quartet Madrigal.
De tots els artistes alemanys acomiadats el 1917, Sembach va ser l'únic que va tornar al Met després de la guerra. Durant la temporada 1920/21, va actuar a Tristan und Isolde, Lohengrin i Parsifal en anglès abans que aquestes òperes foren reintegrades al repertori en el seu idioma original la temporada següent. Després de la malaltia d'Enrico Caruso, Sembach també va assumir la tasca d'aquest tenor a Samson et Dalila de Saint-Saëns, tot i que va aconseguir l'èxit com a Samson. El seu contracte no es va renovar després de la temporada 1921/22 i Sembach va tornar a Alemanya on apareixia ocasionalment com a artista convidat a Hamburgo, Berlín i Dresde. Després de dues gires assotades de tempestes a través dels Estats Units amb la soprano Johanna Gadski, la companyia alemanya Grand Opera, que va produir desenes d'actuacions Der Ring des Nibelungen de Wagner entre 1929 i 1931, Sembach es va retirar dels escenaris per ensenyar cant a Berlín.
Durant l'últim any de la Segona Guerra Mundial, Sembach va fugir de la capital alemanya per Bremerhaven on va morir el 20 de juny de 1944, presumiblement per les ferides sofertes durant el bombardeig de la ciutat el 18 de juny per les forces aliades.

## Enregistraments
Johannes Sembach va realitzar més de 150 enregistraments durant una carrera discogràfica que va abastar 33 anys. Els seus primers enregistraments com a baríton-82 bandes entre 1900 i 1904 de música popular alemanya, opereta i lieder- es van fer per a "The Gramophone Company" i es van emetre amb el seu nom, Johannes Semfke, mentre que altres van ser llançats amb el pseudònim de Siegfried Steiner per a "Gramophone" empremta pressupostària, "Zon-o-phone". Entre 1905 i 1921, va gravar òpera i lieder per a "Lyrophon, Gramophone, Columbia i Vox". Els seus enregistraments finals van ser realitzats per a "Clangor Records" a Berlín el 1933 i van incloure fragments de Fidelio, Cavalleria Rusticana i dues de les seves pròpies composicions.